# AEA June Bug
O June Bug (ou Aerodrome #3) foi uma aeronave pioneira projetada por Glenn Hammond Curtiss e construída pela equipe da "Aerial Experiment Association" (AEA) em 1908 tendo efetuado seu primeiro voo naquele mesmo ano. O June Bug é famoso por ter conquistado o primeiro prêmio aeronáutico até então concedido nos Estados Unidos, a "Scientific American Cup".

## Antecedentes e histórico
Um troféu esculpido em prata maciça e US$ 25.000 em dinheiro seria concedido a quem fizesse o primeiro vôo público de mais de 1 quilômetro (3.280 pés). Glenn Curtiss tinha o hobby de colecionar troféus e ele e a "Aerial Experiment Association" construíram o June Bug com a esperança de ganhar a "Scientific American Cup".
O Aerodrome #3 incluía o sistema de direção de aileron usado anteriormente, mas um manche de ombro possibilitava ao piloto virar inclinando-se de um lado para o outro. O verniz que selava o tecido da asa rachou com o calor e, portanto, foi usada uma mistura de terebintina, parafina e gasolina. O June Bug tinha asas ocre-amarelas porque o ocre amarelo foi adicionado à mistura de asas para fazer a aeronave aparecer melhor nas fotos, devido às técnicas fotográficas monocromáticas exclusivamente de forma ortocrômica da época.

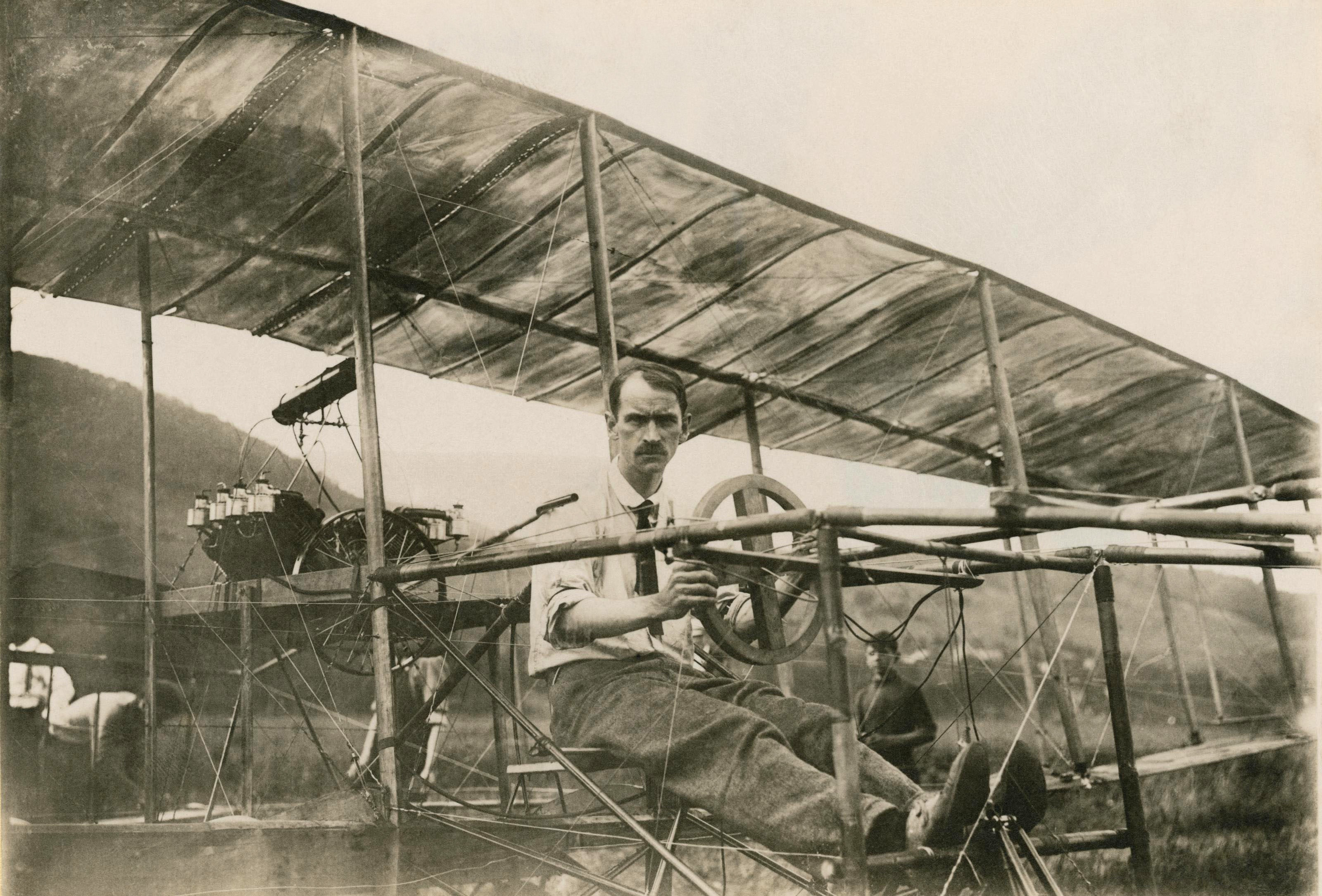
O White Wing - segundo modelo da AEA.

Foi batizado pelo Dr. Alexander Graham Bell em homenagem ao Phyllophaga comum, um besouro conhecido coloquialmente na América do Norte como "June Bug" ("besouro de junho"), porque os insetos de junho voam de maneira semelhante a aeronaves: eles têm grandes asas externas rígidas para planar e muito mais delicadas asas menores semelhantes a hélices que fazem a propulsão real.
O June Bug foi testado na "Stony Brook Farm" em Hammondsport, Nova York. Curtiss voou com sucesso em três das quatro tentativas em 21 de junho de 1908, com distâncias de 456 pés (139 m), 417 pés (127 m) e 1.266 pés (386 m) a 34,5 mph (55,5 km/h). Em 25 de junho, as performances de 2.175 pés (663 m) e 3.420 pés (1.040 m) foram tão encorajadoras que a Associação contatou o Aero Club of America sobre a tentativa de disputar a "Scientific American Cup".

## Histórico operacional

### Tentativa da Copa

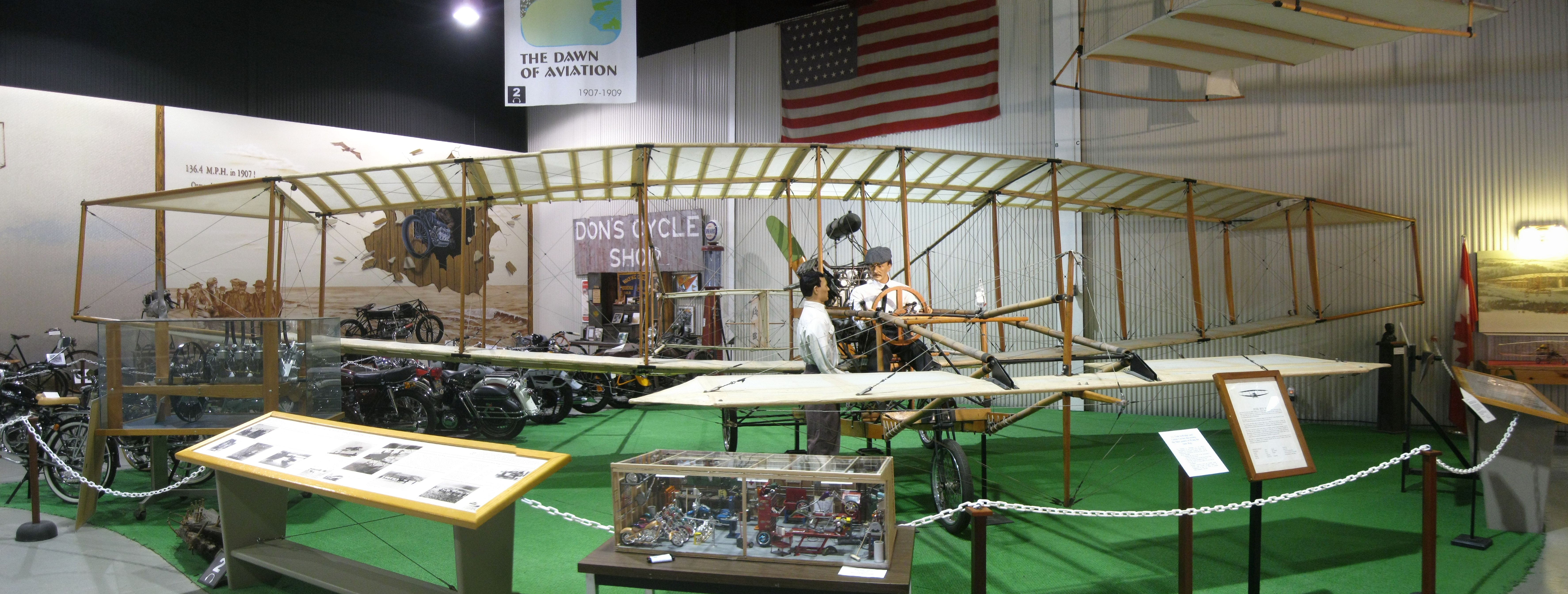
Réplica operacional moderna
do June Bug no Glenn H. Curtiss Museum
em Hammondsport, Nova York.

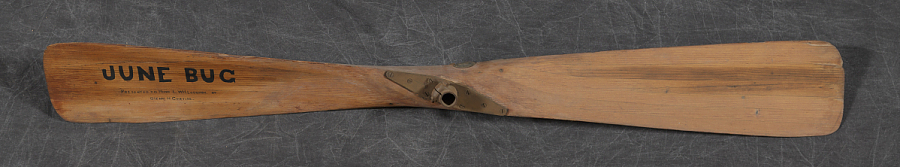
Hélice original do June Bug.

O Aero Club contatou os irmãos Wright, oferecendo-lhes a chance de fazer uma tentativa primeiro. Orville escreveu para recusar a oportunidade em 30 de junho, enquanto os Wright estavam ocupados concluindo seu acordo com o governo dos Estados Unidos. A mensagem foi recebida em 1º de julho, e Curtiss foi ao ar conforme solicitado em 4 de julho (Dia da Independência).
O vôo foi um grande evento público, trazendo pessoas de todas os lugares. O evento foi supervisionado por uma delegação de 22 notáveis membros do Aero Club, chefiada por Alan R. Hawley. As famílias chegaram às 5 da manhã para reivindicar um lugar na colina gramada, junto com repórteres, fotógrafos e uma equipe de cinema. Consequentemente, o June Bug se tornou o primeiro avião dos Estados Unidos a "atuar" em um filme. Uma tempestade começou e guarda-chuvas surgiram na encosta. A cidade de Hammondsport estava quase vazia, pois todos estavam assistindo ao evento. A "Pleasant Valley Wine Company", nas vizinhanças, abriu generosamente as suas portas e ofereceu generosas amostras grátis a todos os que lá estavam. Charles M. Manly, que testou sem sucesso o Langley Aerodrome em 1903, mediu a distância de 1 km e 20 pés (6,1 m) com bastante ajuda de voluntários. O June Bug deu uma largada falsa, indo a 12 m de altura, mas não longe o suficiente. Na segunda tentativa, o avião voou com sucesso 5.360 pés (1,6 km) em 1 minuto e 40 segundos, ganhando o troféu e um prêmio em dinheiro de US $ 25.000. Foi uma visão tão surpreendente que uma mulher assistindo na verdade foi atropelada por um trem nos trilhos próximos e sofreu duas costelas quebradas. Após o vôo, as adegas reabriram suas portas com champanhe grátis para todos.

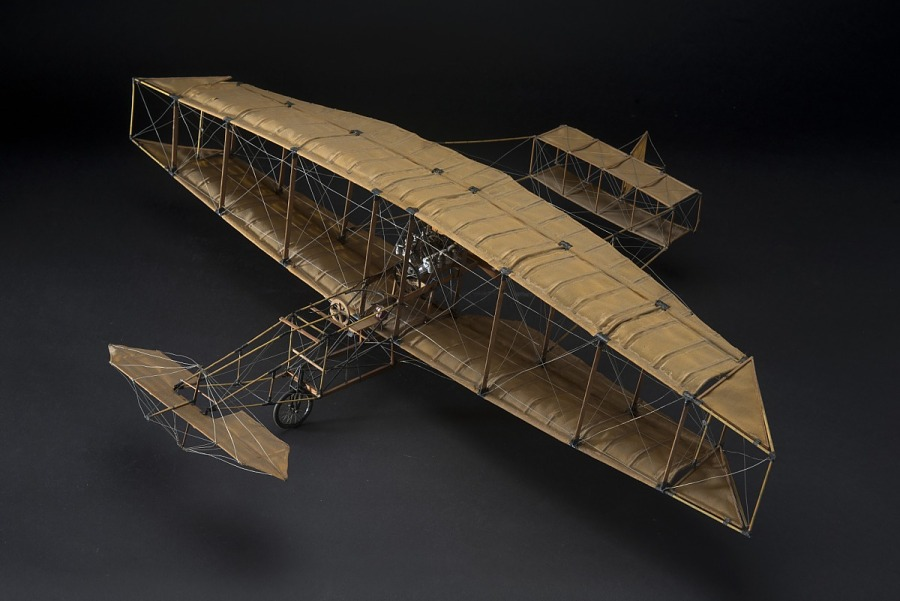
Modelo estático do June Bug de 1960.

Em meio à publicidade após o vôo, os Wrights enviaram um aviso a Curtiss de que não haviam dado permissão para o uso de "seu" sistema de controle de aeronaves para ser usado "para exposições ou de forma comercial", apesar de um inventor britânico ter uma patente anterior de 1868 para esse sistema, usando superfícies articuladas. Na verdade, nenhuma das aeronaves da AEA usava um sistema de deformação de asas como o dos Wrights para controle, contando com ailerons triangulares projetados por Alexander Graham Bell, que ele patenteou com sucesso em dezembro de 1911. No entanto, em 1913 um tribunal decidiu que esta técnica foi uma violação da patente de 1906 de Wright.
Três anos antes do voo do June Bug, os Wrights haviam feito voos de até 24 milhas (38 km) sem testemunhas oficiais. No entanto, os Wrights teriam que instalar rodas e utilizar um sistema de decolagem auxiliado por catapulta para competir pelo prêmio de 1908.

### Uso posterior
De outubro a novembro, o June Bug foi modificado com a adição de flutuadores na tentativa de criar um hidroavião. Renomeado para Loon, as tentativas de voar começaram no lago Keuka em 28 de novembro. Embora a aeronave pudesse atingir velocidades de até 29 mph (47 km/h) na água, ela não poderia decolar, e em 2 de janeiro de 1909, um dos flutuadores encheu-se de água e o Loon afundou inesperadamente. Foi recuperado, mas finalmente apodreceu em um hangar próximo.

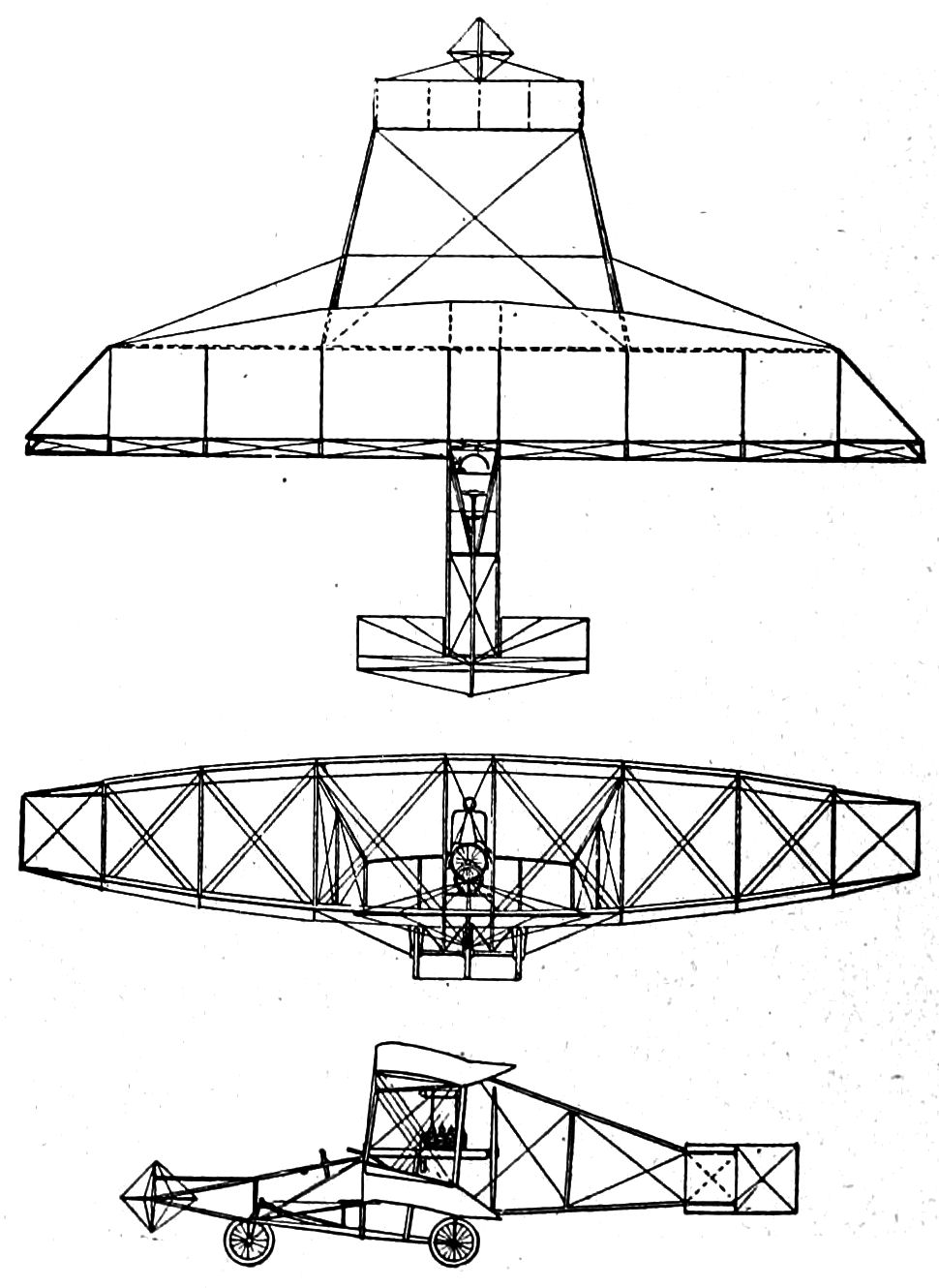
Ilustração em três vistas do Curtiss June Bug da Aero Digest, dezembro de 1928.

Uma réplica do June Bug foi construída e pilotada em 1976 pela Mercury Aircraft de Hammondsport.

## Especificações
Dados de: A A S I
Descrições gerais
- Tripulação: 1 piloto
- Comprimento: 8,36 m (27 ft)
- Envergadura: 12,95 m (42 ft)

Motorização
- Número de motores: 1x
- Tipo do motor: Motor Curtiss B-8 de pistão V-8 resfriado a ar
- Potência por motor: 40 hp (29,8 kW)